# Monacói euróérmék
Monacóban két euró-érmesorozat van forgalomban. 
Az első sorozat 2002-ben, a második az uralkodó, III. Rainier herceg halála után, 2005-ben készült.
Az első sorozat 2 eurós érméje III. Rainier herceget ábrázolja. Az 1 euróson III. Rainier herceg és Albert trónörökös herceg kettős portréja látható. A 10, 20 és 50 centesen a hercegi pecsét szerepel. Az 1, 2 és 5 centes érmén Monaco uralkodó hercegeinek a címere látható.
A második sorozatban a 2 és az 1 eurós érmén II. Albert herceg portréja látható. A 10, a 20 és az 50 centesre II. Albert herceg monogramját nyomták. Az 1, 2 és 5 centes érmén szintén Monaco uralkodó hercegeinek a címere látható.